# Пилкохвіст Плігінського
Пилкохвіст Плігінського (Poecilimon pliginskii) — вид комах з родини Phaneropteridae. 

## Морфологічні ознаки
Довжина тіла (у самиці — не враховуючи довжину яйцекладу) 14–19 мм. Жово-зелені з темними цятками, або великими чорними плямами на потилиці та на верхній поверхні черевця (трикутними чи у вигляді поперечних смуг). Вусики щетинкоподібні, довші за тіло, з чорними кільцями. Передньоспинка з червоними поздовжніми смужками з кожного боку, у самця сідлоподібної форми, у самиці — циліндрична. Короткокрилі: у сам-ця надкрила жовтуваті з темним диском, виступають з-під передньоспинки, у самиці — приховані. Нижні поверхні задніх стегон гладенькі, без шипиків. Яйцеклад самиці — 8,5 мм, біля вершини сильно зазубрений, від основи зубців по нижньому краю прямий. Складка поблизу основи нижньої стулки яйцекладу широка, пластинкоподібна та опущена донизу. Характерною ознакою виду є г-подібні церки самців, біля основи циліндричні та гладенькі, їх верхня частина загну-та всередину, тут майже трикутна, сильно розширена та сплющена, зубчаста (у вигляді s-подібно вигнутої «пилки» з 8–17 направлених назад дрібних чорних зубчиків і двох не-великих зубчиків поблизу вершини). 

## Поширення
Ендемік Криму. Поширений від передгір'їв Кримських гір до яйл Головного пасма (Білогірськ, Чатир-Даг та Кара-Даг). Рідкісний вид (поодинокі екземпляри).

## Особливості біології
Генерація однорічна. Зимують в фазі яйця. Личинки з'являються навесні, дорослі комахи зустрічаються з кінця червня до серпня. У липні–серпні відкладають яйця у щілини на стеблах рослин. Фітофаги. Віддають перевагу узліссям та галявинам передгірних і гірських лісів, травостою яйл (до висоти 1500 м).

## Загрози та охорона
Зникає через розкорчовування схилів, випасання худоби на яйлах.
Охороняється в Кримському та Карадазькому ПЗ. У місцях перебування виду потрібно створювати ентомологічні заказники. 